# This Ole House
This Ole House ist ein Country-Song von Stuart Hamblen aus dem Jahr 1954. Das Stück erreichte im selben Jahr in einer Pop-Version von Rosemary Clooney die Spitze der Hitparade in den Vereinigten Staaten und Großbritannien. In Deutschland wurde vor allem die 1981 veröffentlichte Rockabilly-Version von Shakin’ Stevens populär; diese Version belegte in zahlreichen Ländern Platz eins der Charts.

## Deutsche Coverversionen
Eine deutsche Version wurde unter dem Titel Das alte Haus von Rocky-Docky von Kurt Feltz geschrieben und 1955 von Bruce Low veröffentlicht, die 1981 wiederum von Peter Kraus gecovert wurde.

## Hintergründe und Interpretation
Nach eigenen Angaben entdeckte Stuart Hamblen mit seinem Freund John Wayne auf der Jagd in einer einsamen Berggegend eine alte Hütte, in der sie die Leiche eines Mannes vorfanden. Dieses Erlebnis übertrug Hamblen in seinen Text für This Ole House, wobei er den toten Körper als „Haus für die Seele“ sieht, das nach dem Tod zurückgelassen wird, wenn der Verstorbene „die Heiligen trifft“ („ready to meet the saints“).